# Woman's Christian Temperance Union

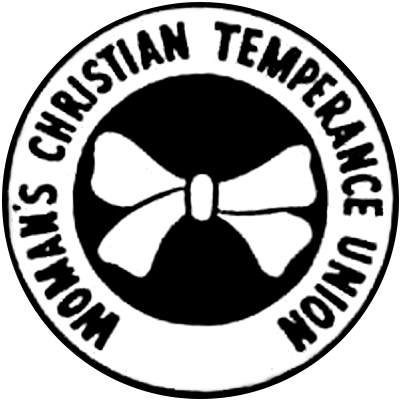
Il logo del WCTU è il white ribbon bow ed è associato alla Campagna del Fiocco Bianco che rappresenta la purezza.

La Woman's Christian Temperance Union (WCTU) è un'organizzazione presente a livello internazionale che promuove campagne di riforma sociale.

## Storia
Fu tra le prime organizzazioni negli Stati Uniti d'America, composta da donne, a sostegno di strategie di riforma dell'ordinamento sociale mediante un programma che il cui intento fu di "far coincidere la visione religiosa e quella laica attraverso strategie di riforma sociale, concertate e di ampia portata, basate sul cristianesimo applicato." Fu influente nel movimento che portò al proibizionismo.
La WCTU venne fondata il 23 dicembre 1873, a Hillsboro, Ohio, e resa ufficiale mediante un'assemblea nazionale nel 1874 tenuta a Cleveland, Ohio. Operò ad un livello internazionale ed in un contesto pròprio alla religione e alla riforma sociale, beneficiando di lavoro di missionarie e operando per conseguire il suffragio femminile. Due anni dopo la sua fondazione, la sezione americana della WCTU sponsorizzò una conferenza internazionale in cui fu formata la International Women's Christian Temperance Union. La World's Woman's Christian Temperance Union fu fondata nel 1883 e divenne il braccio internazionale dell'organizzazione.
Frances Willard fu il primo presidente della WCTU e rimase in carica per 19 anni.